# Fraxinus pennsylvanica
Fraxinus pennsylvanica, пенсилванијски јасен или пенсилванијски длакави јасен је листопадно дрво из породице Oleaceae.

## Опис
Листпадно дрво високо 15-25 (40) метара, пречника до пола метра, са неправилном крошњом и рано испуцалом кором са усправним фисурама. Гранање стабла је ретко. Гранчице су густо вунасто длакаве и смеђесиве, а пупољци смеђецрвенкасти. Коренов систем је релативно плитак и екстензиван.
Листови су сложени, непарно персто дељени, дуги 20-25 центиметара, са 7 (9) листића који су седећи или на кратким дршака, издужено јајасти до ланцетасти, дуги 5-15 центиметара, широки 3-5 центиметара, зашиљени, тестерасти или целог обода, с клинастом или округластом основом, зелени, жуто-зелени или црвенкасто-смеђи, на наличју длакави, на лицу голи.
Цветови су дводоми, у цвастима дугим до 20 центиметара, где су женске цвасти издужене, а мушке збијене. Цвета у перидоу април-мај. Плод је ахенија, издужено елиптична, дуга 3-7 центиметара, жуте боје. Сазрева у септембру. Семе је цилиндрично, дужине 1,5-2,5 центиметара. Крило обухвата семе само у горњем делу, а понекад силази готово до основе. Клијанци су с ланцетастим котиледонима, дугим 4-4,5 центиметара, широким 0,5 центиметара, на дршкама дугим 0,5-0,7 центиметара. Размножава се семеном.

## Порекло врсте
Врста води порекло из источног и средњег дела Северне Америке.
Има најсевернији ареал од свих северноамеричких јасенова. Успешно се гајила на подручју америчких прерија и степа SSSR-а. Најраспрострањенија је врста украсног дрвећа широм Америке и Канаде, а широко је заступљена и у Аргентини.
У Европу је увезена из Северне Америке крајем XVIII и почетком XIX века. У Мађарској се сади од средине ХХ века на поплавним плажама тополе, јер даје квалитетну дрвну грађу. У нашу земљу је донета почетком  XIX века као урбана врста за пошумљавање нитијских подручја, а данас се користи као украсна врста за озелењавање насеља. Јавља се у виду појединачних стабала по парковима, дрворедима, културама и субспонтано на алувијумима већих река (Сава, Дунав). У младости брзо расте, али на збијеном или сувом земљишту заостаје у расту и врх се суши. Крупно семе често је храна многим дивљим животињама и птицама.

## Станиште
Речни алувијум и мочварни терени. У природном ареалу гради густе галеријске шуме у речним долинама и на ибалним подручијима језера. Може да издржи дуге периоде плављења. Ређе се јавља на тешким и глиновитим земљиштима. Врста расте на стаништима мањих надморских висина, добро преживљава оштре услове континенталне климе (на пример у Панонској низији).

## Распрострањење у Србији
Спорадично распрострањена.

## Мере контроле и сузбијања
С обзиром на то да је пенсилванијски јасен хелиофилна врста, не подноси засену, препоручује се механичко уклањање и садња домаћих врста. За сузбијање и спречавање ширења ове врсте на природна шумска и нешумска станишта препоручује се периодична испаша, у складу с капацитетом и наменом простора.

## Синоними
- Calycomelia pennsxlvanica (Marshall) Nieuwl.
- Fraxinus americana subsp. pennsylvanica (Marshall) Wesm.
- Fraxinus americana var. normale Wesm. des. inval.
- Fraxinus americana var. pennsylvanica (Marshall) Castigl.
- Fraxinus pennsylvanica var. typica Fernald, des. inval.[1]